# Mongolia en los Juegos Paralímpicos de Turín 2006
Mongolia estuvo representada en los Juegos Paralímpicos de Turín 2006 por un deportista masculino. El equipo paralímpico mongol no obtuvo ninguna medalla en estos Juegos.